# Muhammad ibn Abd Allah al-Ashja'i
Muḥammad ibn ʿAbd Allāh al-Ashjāʿī (fl. VIII secolo) in arabo  محمد بن عبد الله الأشجعي ‎?, fu Wālī di al-Andalus, nel 730.

## Origine
La Histoire de l'Afrique et de l'Espagne, riporta che Muhammad era figlio di Abd Allah al-Ashja'i, di cui non si conoscono gli ascendenti.

La penisola iberica, nel 730, durante il mandato di Muhammad ibn Abd Allah al-Ashja'i

## Biografia
Il governo del suo predecessore, Al-Haytham ibn Ubayd al-Kilabi, durò poco meno di un anno e ancora secondo il Diccionario biográfico español, Real Academia de la Historia, fu un periodo molto agitato con molti disordini, che Al-Haytham represse molto duramente, e che sollevarono molte proteste nei suoi confronti, tanto che alcuni riportano che, all'inizio del 730 fu destituito dal califfo omayyade di Damasco, Hishām ibn ʿAbd al-Malik, per la sua politica apertamente contraria agli arabi yemeniti di al-Andalus; ma sia la Histoire de l'Afrique et de l'Espagne, che il Diccionario biográfico español, Real Academia de la Historia, sostengono che morì ancora in carica.
Ancora secondo la Histoire de l'Afrique et de l'Espagne, all'inizio del 730, Muhammad fu nominato wālī di al-Andalus, dalla popolazione locale, senza essere confermato dal califfo omayyade di Damasco, Hishām ibn ʿAbd al-Malik.

Come i suoi predecessori, Muhammad ibn Abd Allah al-Ashja'i continuò ad ignorate la presenza di Pelagio, che, nelle Asturie, con un nucleo di seguaci, controllava una parte del territorio, come riporta anche la Ajbar Machmuâ: crónica anónima, riferendosi all'anno 728.
Il suo governo durò poco in quanto, nel maggio del 730, come conferma la Histoire de l'Afrique et de l'Espagne, dal wālī di Ifriqiya, ʿUbayda ibn ʿAbd al-Raḥmān al-Sulamī, fu nominato wālī di al-Andalus, ʿAbd al-Raḥmān ibn ʿAbd Allāh al-Ghāfiqī.